# Камарго, Афродисио Шавьер
Афродисио Шавьер Камарго (порт.-браз. Afrodísio Xavier Camargo; 9 марта 1895, Сан-Паулу — 30 июля 1974, Сан-Паулу), более известный под именем Формига (порт.-браз. Formiga) — бразильский футболист, игравший в начале XX века. Выступал за клубы «Ипиранга» из Сан-Паулу с 1912 года по 1920 год, «Паулистано» с 1921 по 1929 (с перерывом) и «Фламенго». В составе «Паулистано» Формига стал 4-кратным чемпионом штата Сан-Паулу.
В сборной Бразилии Формига дебютировал в 1919 году и победил с командой на чемпионате Южной Америки 1919, где, правда, на поле не выходил и в 1922, где провел 5 матчей и забил 2 гола.

## Международная статистика
| Матчи Формиги за сборную Бразилии | Матчи Формиги за сборную Бразилии | Матчи Формиги за сборную Бразилии | Матчи Формиги за сборную Бразилии | Матчи Формиги за сборную Бразилии | Матчи Формиги за сборную Бразилии | Матчи Формиги за сборную Бразилии |
| --------------------------------- | --------------------------------- | --------------------------------- | --------------------------------- | --------------------------------- | --------------------------------- | --------------------------------- |
| №                                 | Дата                              | Место проведения                  | Оппонент                          | Счёт                              | Голы                              | Турнир                            |
| 1                                 | 21 июля 1914                      | Рио-де-Жанейро                    | Эксетер Сити                      | 2:0                               | —                                 | Товарищеский матч                 |
| 2                                 | 6 мая 1917                        | Рио-де-Жанейро                    | Спортиво Барракас                 | 1:1                               | —                                 | Товарищеский матч                 |
| 3                                 | 27 января 1918                    | Рио-де-Жанейро                    | Дублин                            | 0:1                               | —                                 | Товарищеский матч                 |
| 4                                 | 17 сентября 1922                  | Рио-де-Жанейро                    | Чили                              | 1:1                               | —                                 | Чемпионат Южной Америки           |
| 5                                 | 24 сентября 1922                  | Рио-де-Жанейро                    | Парагвай                          | 1:1                               | —                                 | Чемпионат Южной Америки           |
| 6                                 | 1 октября 1922                    | Рио-де-Жанейро                    | Уругвай                           | 0:0                               | —                                 | Чемпионат Южной Америки           |
| 7                                 | 15 октября 1922                   | Рио-де-Жанейро                    | Аргентина                         | 2:0                               | —                                 | Чемпионат Южной Америки           |
| 8                                 | 22 октября 1922                   | Рио-де-Жанейро                    | Парагвай                          | 3:0                               | 2                                 | Чемпионат Южной Америки           |

## Достижения
- Чемпион штата Сан-Паулу: 1921, 1926, 1927, 1929
- Чемпион Южной Америки: 1919, 1922